# Blindside
Blindside — христианская рок-группа из города Стокгольма, сформированная в 1994 году под названием Underfree и сменившая название двумя годами позже перед выходом их дебютного EP в 1996 году.

## История

### A Thought Crushed My Mind
В 1996 году Blindside выпустили Empty Box EP на студии Day-Glo Records. В 1997 году на студию Solid State Records попала копия альбома, и уже вскоре был подписан контракт. Спустя немного времени Blindside сыграли на своем первом концерте в Швеции. Первый альбом был издан в Америке студией Tooth & Nail.
В 2000 году на свет появился альбом A Thought Crushed My Mind, который был тяжелее и мощнее своего предшественника. Однако, даже несмотря на очевидный прогресс, продажи были ничтожно малы, и с Blindside разорвали контракт. Группу подхватили из P.O.D. и организовали им контракт с Elektra Records. В то время Blindside выступали вместе с P.O.D. (тур Youth Of The Nation) и снимались с ними в клипах («Boom»).

### Silence
В 2002 году музыканты выпустили судьбоносный альбом «Silence», который быстро стал популярным благодаря хитам «Sleepwalking», «Pitiful» и «Caught a Glimpse». Но участники столкнулись лицом к лицу с трудностями, которые они должны были преодолеть. После тура с Hoobastank, к Warner Music Group выкупили частные инвесторы и контракт с Elektra Records был разорван. Более того, во время одного из туров, Blindside сначала попали в аварию, а потом у них украли все паспорта и деньги.

### About a Burning Fire
Несмотря на все проблемы, в 2004 году вышел еще один, абсолютно другой по звучанию, альбом — About a Burning Fire. Хитами стали песни «All of Us.» и «Shekina» (христианское название проявления Божьей Славы). В следующем году Blindside записали DVD — Ten Years Running Blind.

### The Great Depression
The Great Depression был выпущен 2 августа 2005 года. В этом новом альбоме музыканты попытались играть в совершенно новых стилях. Для записи «Come To Rest» и «You Must Be Bleeding Under Your Eyelids» были приглашены гости, Дж. Джамте от Selfmindead и Илкка вокалист Benea Reach.

### The Black Rose EP
27 июня 2007 года Blindside выпустили The Black Rose EP и после этого отправились в тур по Соединенным Штатам в его поддержку. Этот альбом включил в себя пять новых треков и три записи живых выступлений.

### With Shivering Hearts We Wait
В сентябре 2010 года, после долгого перерыва, Blindside начала работу над новым альбомом, который вышел в мае 2011 года. Его продюсером стал Говард Бенсон. 
3 апреля 2012 года группа подписала контракт с BMG European Distribution Company.
3 июля 2019 года Blindside выпустили новую песню Gravedigger.

## Участники
- Кристиан Линдског — вокал
- Саймон Гринихед — гитара
- Томас Нэслунд — бас-гитара
- Маркус Дальстрем — ударные

## Дискография
| Название                               | Год  | Лейбл               | Чарт    | Продюсер        | Отзывы                                                                                                |
| -------------------------------------- | ---- | ------------------- | ------- | --------------- | --- |
| Empty Box EP                           | 1996 | Day-Glo Records     |         | Lasse Marten    | |
| Blindside                              | 1997 | Day-Glo/Solid State |         | Lasse Marten    | |
| A Thought Crushed My Mind              | 2000 | Solid State Records |         | Andre Jacobsson | Архивная копия от 22 мая 2011 на Wayback Machine                                                      |
| «Limited Vinyl» 7inch                  | 2001 | Structure Records   |         |                 | |
| Silence                                | 2002 | Elektra Records     | 83 (US) | Howard Benson   | (недоступная ссылка с 11-05-2013 [4449 дней])                                                         |
| About a Burning Fire                   | 2004 | Elektra Records     | 39 (US) | Howard Benson   | |
| Blindside (re-release)                 | 2005 | DRT Entertainment   |         |                 | |
| A Thought Crushed My Mind (re-release) | 2005 | DRT Entertainment   |         |                 | |
| The Great Depression                   | 2005 | DRT Entertainment   | 89 (US) | Lasse Marten    | Архивная копия от 6 сентября 2009 на Wayback Machine Архивная копия от 5 июня 2012 на Wayback Machine |
| The Black Rose EP                      | 2007 | WASA Recordings     |         | Blindside       | |
| With Shivering Hearts We Wait          | 2011 | INO Records         |         | Howard Benson   | |

## Синглы
| Год  | Название                     | Место в чартах  | Место в чартах |
| Год  | Название                     | Mainstream rock | Modern rock    |
| ---- | ---------------------------- | --------------- | -------------- |
| 2002 | «Pitiful»                    | 18              | 36             |
| 2003 | «Sleepwalking»               | 31              |                |
| 2004 | «All of Us»                  |                 |                |
| 2005 | «Fell in Love with the Game» |                 |                |
| 2011 | «Our Love Saves Us»          |                 |                |

## Видеография
| Песня                        | Альбом                        |
| ---------------------------- | ----------------------------- |
| «King of the Closet»         | A Thought Crushed My Mind     |
| «Pitiful»                    | Silence                       |
| «Sleepwalking»               | Silence                       |
| «All of Us»                  | About a Burning Fire          |
| «About a Burning Fire»       | About a Burning Fire          |
| «Fell in Love with the Game» | The Great Depression          |
| «When I Remember»            | The Great Depression          |
| «The Way You Dance»          | The Black Rose EP             |
| «Our Love Saves Us»          | With Shivering Hearts We Wait |